# Volkswagen Viloran

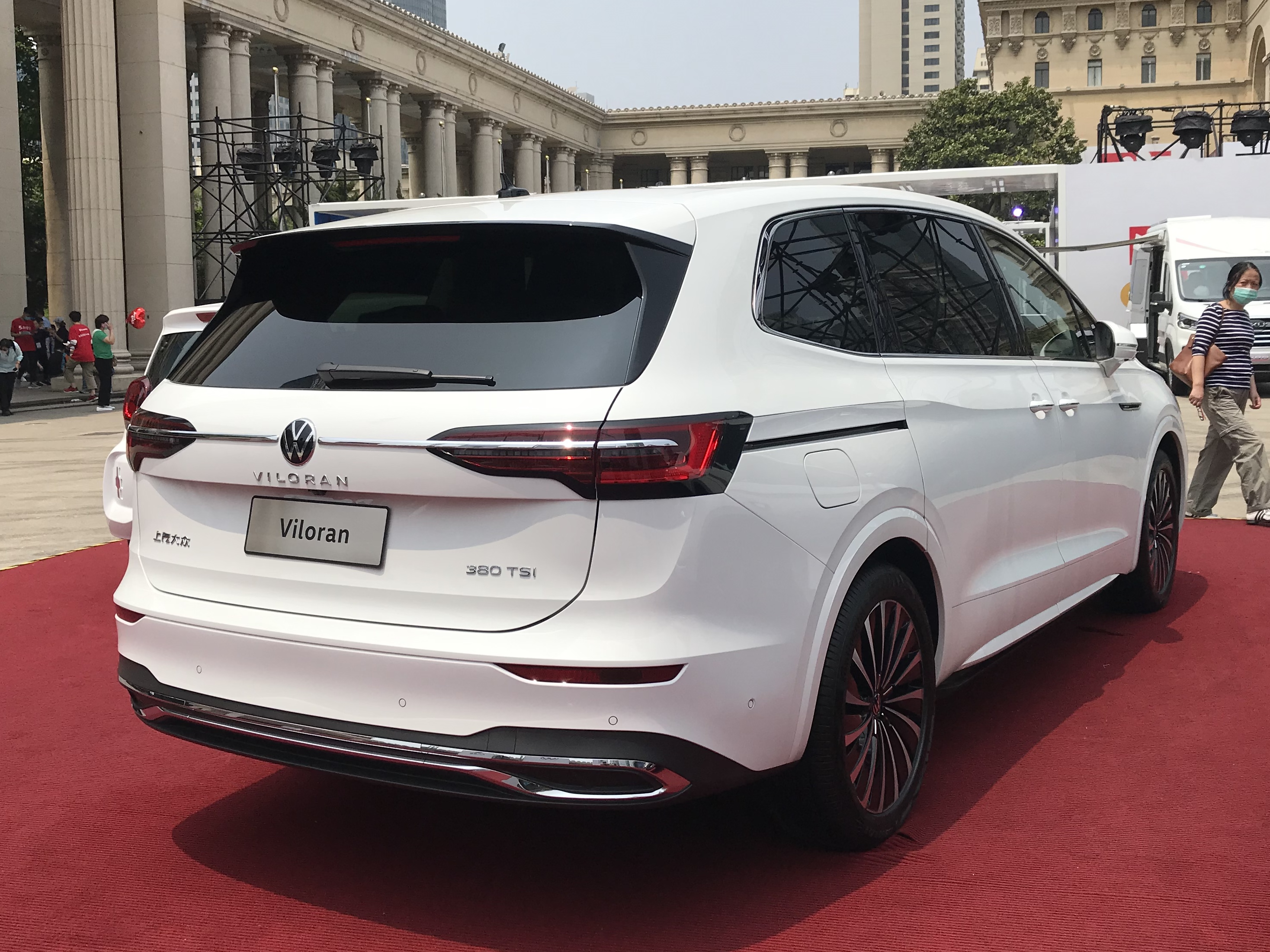
Вид сзади

Volkswagen Viloran — минивэн немецкого автоконцерна Volkswagen, находящийся в производстве с апреля 2020 года.

## Описание
Впервые автомобиль Volkswagen Viloran был представлен в Гуанчжоу в 2019 году. Серийно автомобиль производится с апреля 2020 года.
Автомобиль оснащён бензиновым двигателем внутреннего сгорания объёмом 2 литра. Мощность варьируется от 186 до 220 л. с. Компоновка — переднеприводная, тогда как трансмиссия — 7-ступенчатая.
Модификации — 330TSI Deluxe, 330TSI Business, 380TSI Premium и 380TSI Ultimate.

## Технические характеристики
| Модель               | Количество/расположение цилиндров | Обозначение двигателя | Мощность             | Крутящий момент      | Трансмиссия          |
| Бензиновые двигатели | Бензиновые двигатели              | Бензиновые двигатели  | Бензиновые двигатели | Бензиновые двигатели | Бензиновые двигатели |
| -------------------- | --------------------------------- | --------------------- | -------------------- | -------------------- | -------------------- |
| 2.0 '330 TSI'        | I4                                | EA888 (DPL)           | 186 л. с.            | 320 Н*м              | 7-скор. DSG          |
| 2.0 '380 TSI'        | I4                                | EA888 (DKX)           | 220 л. с.            | 350 Н*м              | 7-скор. DSG          |